# Senado (República del Congo)
El Senado (en francés: Senat) es la Cámara Alta del Parlamento de la República del Congo (Parlement). Tiene 72 miembros (seis por cada una de las 12 regiones), elegidos por un período de seis años por los consejos distritales, locales y regionales.
El Senado fue establecido en 1992. Antes de las elecciones al Senado de 2008, tenía 66 miembros; se amplió a 72 miembros en ese momento para dar cuenta de la creación de la Región de Pointe-Noire.